# Concurso internacional de piano Paloma O'Shea
El Concurso Internacional de Piano de Santander Paloma O'Shea, también conocido como Concurso Internacional de Piano de Santander, fue una prestigiosa competición pianística que tenía lugar en Santander cada tres años. Estuvo abierto a jóvenes pianistas de gran talento y tenía como objetivo darles a conocer y ayudarles en sus carreras artísticas.

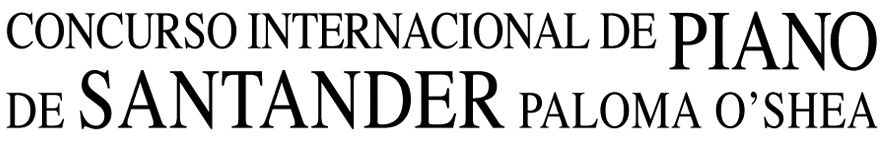
Logo oficial del Concurso de Piano de Santander Paloma O'Shea

Fundado en 1972 como Concurso Nacional, se elevó al nivel de internacional en su segunda edición. Lo organizaba la Fundación Albéniz y recibe el nombre de su fundadora, Paloma O'Shea. Además, contaba con la Infanta Margarita como Presidenta de Honor. Recibía el patrocinio de diversas empresas privadas e instituciones públicas, como el Ayuntamiento de Santander y el Gobierno de Cantabria. El concurso organizaba una gira mundial para sus ganadores, incluyendo debuts en salas como el Auditorio Nacional de Música o el Wigmore Hall, además de premios en metálico. El desarrollo del concurso tenía lugar en el Palacio de Festivales de Cantabria.
El 9 de noviembre de 2022 se dio a conocer que el concurso había concluido su ciclo y que no se celebraría los próximos años.

## Competición
El concurso aceptaba a un máximo de 20 pianistas para participar en la Primera Fase del Concurso en Santander, tras un exigente proceso de selección. La competición se basaba en una fase de admisión a través de vídeos, una fase de preselección (cuyas pruebas tenían lugar en Madrid, París, Nueva York y Moscú), una fase de recitales, otra de música de cámara, y una final consistente en dos grandes conciertos con orquesta sinfónica.

## Artistas invitados
Durante las últimas fases del concurso, los participantes tocaban con diferentes artistas invitados, grupos de cámara y orquestas. Entre las orquestas invitadas de ediciones pasadas se encuentran la Orquesta Filarmónica de Londres, la Orquesta Filarmónica de Dresden, la Orquesta Nacional de España, la Orquesta Sinfónica de Madrid, la Northern Sinfonia, la Orquesta de Cámara de Escocia,  la Orquesta de Cámara de Viena, la Orquesta Sinfónica de Radiotelevisión Española, el Cuarteto Takacs, el Cuarteto Ysaÿe, el Cuarteto Quiroga o los directores Philippe Entremont, Sergiu Comissiona, Jesús López Cobos, y Miguel Ángel Gómez-Martínez.

## Jurado
Entre los miembros del jurado del Concurso en ediciones anteriores se encontraban Josep Colom, Gary Graffman, Federico Mompou, Vlado Perlemuter, Joaquín Achúcarro, Aldo Ciccolini, Nikita Magaloff, Paul Badura-Skoda, Hiroko Nakamura, Elisó Virsaladze, Elisabeth Leonskaja, Rafael Orozco, Philippe Entremont, Alicia de Larrocha, Dmitri Bashkírov y Dimitri Alexeev.

## Ganadores
| Año  | Primer Premio        | Segundo Premio                                  | Tercer Premio                                   | Otros |
| ---- | -------------------- | ----------------------------------------------- | ----------------------------------------------- | --- |
| 1972 | Josep Colom          | Jesús González Alonso                           | —                                               | Diploma de Honor - Martín Millán - Agustín Vergara |
| 1974 | Ruriko Kikuchi       | Jesús González Alonso José M. Martínez Pínzolas | María T. Berrueta de Rubio                      | Certificados de Honor - Susan A. Howes - Manuel Quesada - María H. Revilla |
| 1975 | Marioara Trifan      | Peter Bithell                                   | Rebecca A. Penneys                              | Cuarto Premio: Silvie Carbonel Quinto Premio: Margarita Höhenrieder |
| 1976 | Hüseyin Sermet       | Ivan Klánský                                    | Desierto                                        | Cuarto Premio: Janine Drath Paulo E. Gori Quinto Premio: Nina Hamaguchi Sexto Premio: Marie Sprimont Séptimo Premio: Milan Langer                                                                                                  |
| 1977 | Ramzi Yassa          | Jeremy Atkins David Allen Wehr                  | Desierto                                        | Premios Especiales - Jean G. Ferlan - Kazuko Hayami - Marc Ponthus |
| 1978 | Josep Colom          | Frédéric Aguessy                                | Anna Manasarova                                 | Cuarto Premio - Andrey Diyev Otros premios - Anna Jastrzebska-Quinn - Kim Myung Chung - Krassimir Taskov |
| 1980 | Desierto             | Barry Douglas                                   | Dan Atanasiu Francesco Nicolosi                 | Premio Antonio Lavín - Yumiko Maruyama Premio Ana de los Ríos - Megumi Umene Premio del Conservatorio - Gaswan K. Zerikly |
| 1982 | Marc Raubenheimer    | Oleg Volkov                                     | Yves Rault                                      | Cuarto Premio: Alec Chien Quinto Premio: Eric N'Kaoua Sexto Premio: Kazuoki Fujii |
| 1984 | Hugh Tinney          | José Carlos Cocarelli                           | Rauf Kasimov                                    | - Cuarto Premio: Fei-Ping Hsu - Quinto Premio: Daniel Rivera - Sexto Premio: William Koehler - Séptimo Premio: Nigora Akhmedova - Octavo Premio: Edward Zilberkant - Premio Especial a Discreción del Jurado: Viktor Chernelievsky |
| 1987 | David Allen Wehr     | Sergey Yerokhin                                 | Bernd Glemser                                   | Cuarto Premio - Pavel Nersessian - Xiang-Dong Kong Quinto Premio Matthias Fletzberger |
|      | Primer Premio        | Premio de Honor de Santander                    | Premios de Finalistas con Menciones Honoríficas | Premios de Finalistas |
| 1990 | Desierto             | Sergey Yerokhin                                 | David Kuijken                                   | - Brenno Ambrosini - Viktor Lyadov - Jean-François Dichamp - Claudio Martínez Mehner Diploma de Semifinalistas - Isabel Dubuis - Mariana Gurkova - Oxana Rapita - Alexander Sandler - Emily White - Marta Zabaleta                 |
| 1992 | Eldar Nebolsin       | Xu Zhong                                        | —                                               | - Markus Groh - Mariana Gurkova - Eduardo Monteiro - Vadim Rudenko |
| 1995 | Desierto             | Enrico Pompili                                  | —                                               | - Armands Ābols - Carl Cranmer - Miguel Ituarte - Polina Leschenko - David M. Louie |
| 1998 | Yung Wook Yoo        | Jong Hwa Park                                   | Plamena Mangova                                 | - Gustavo Díaz-Jerez - Albert Tiu - Alexei Volodin |
| 2002 | Desierto             | Boris Giltburg                                  | Ning An Soyeon Lee                              | - Yunjie Chen - Alexander Romanovsky - Minsoo Sohn |
|      | Primer Premio        | Segundo Premio                                  | Tercer Premio                                   | Premio del Público Sony |
| 2005 | Alberto Nosè         | Herbert Schuch                                  | Jie Chen                                        | Alberto Nosè |
| 2008 | Jue Wang             | Avan Yu                                         | Kotaro Fukuma                                   | Avan Yu |
| 2012 | Desierto             | Ahn Ah-ruem                                     | Tamar Beraia János Palojtay                     | Tamar Beraia |
| 2015 | Juan Pérez Floristán | David Jae-Weon Huh                              | Jianing Kong                                    | Juan Pérez Floristán |
| 2018 | Dmytro Choni         | Yutong Sun                                      | Aleksandr Kliuchko                              | Juan Carlos Fernández Nieto |
| 2022 | Jaeden Izik-Dzurko   | Xiaolu Zang                                     | Marcel Tadokoro                                 | Jaeden Izik-Dzurko |